# اونترماسفلد
اونترماسفلد (به آلمانی: Untermaßfeld) یک شهر در آلمان است که در تورینگن واقع شده‌است. اونترماسفلد ۱٬۳۶۳ نفر جمعیت دارد.